# Szwejki (Sokołów)
Pour les articles homonymes, voir Szwejki.
Szwejki [ˈʂfɛi̯ki] est un village polonais de la gmina de Sterdyń dans le powiat de Sokołów et dans la voïvodie de Mazovie, au centre-est de la Pologne.
Il est situé à environ 4 kilomètres au sud-est de Sterdyń, 17 kilomètres au nord de Sokołów Podlaski et à 98 kilomètres à l'est de Varsovie.